# Caersws
Caersws (Caersŵs in het Welsh) is een klein dorpje in Midden-Wales gelegen aan de oevers van de rivier de Severn. Het heeft een eigen treinstation op de Cambrian Line die loopt vanaf Aberystwyth tot aan Shrewsbury.
Verder speelt in het dorpje de plaatselijke voetbalclub Caersws FC al vele jaren behoorlijk mee op het hoogste niveau in de League of Wales.
Verder schijnt in Caersws ooit het Romeinse Fort Mediomanum te hebben gestaan, bijgenaamd "The Central Fist".

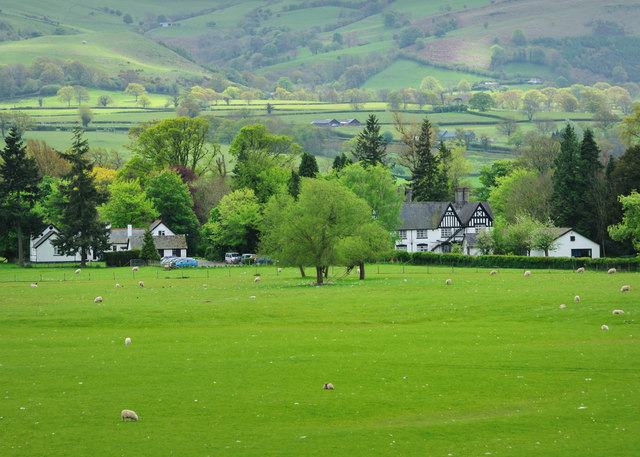
Caersws en omgeving
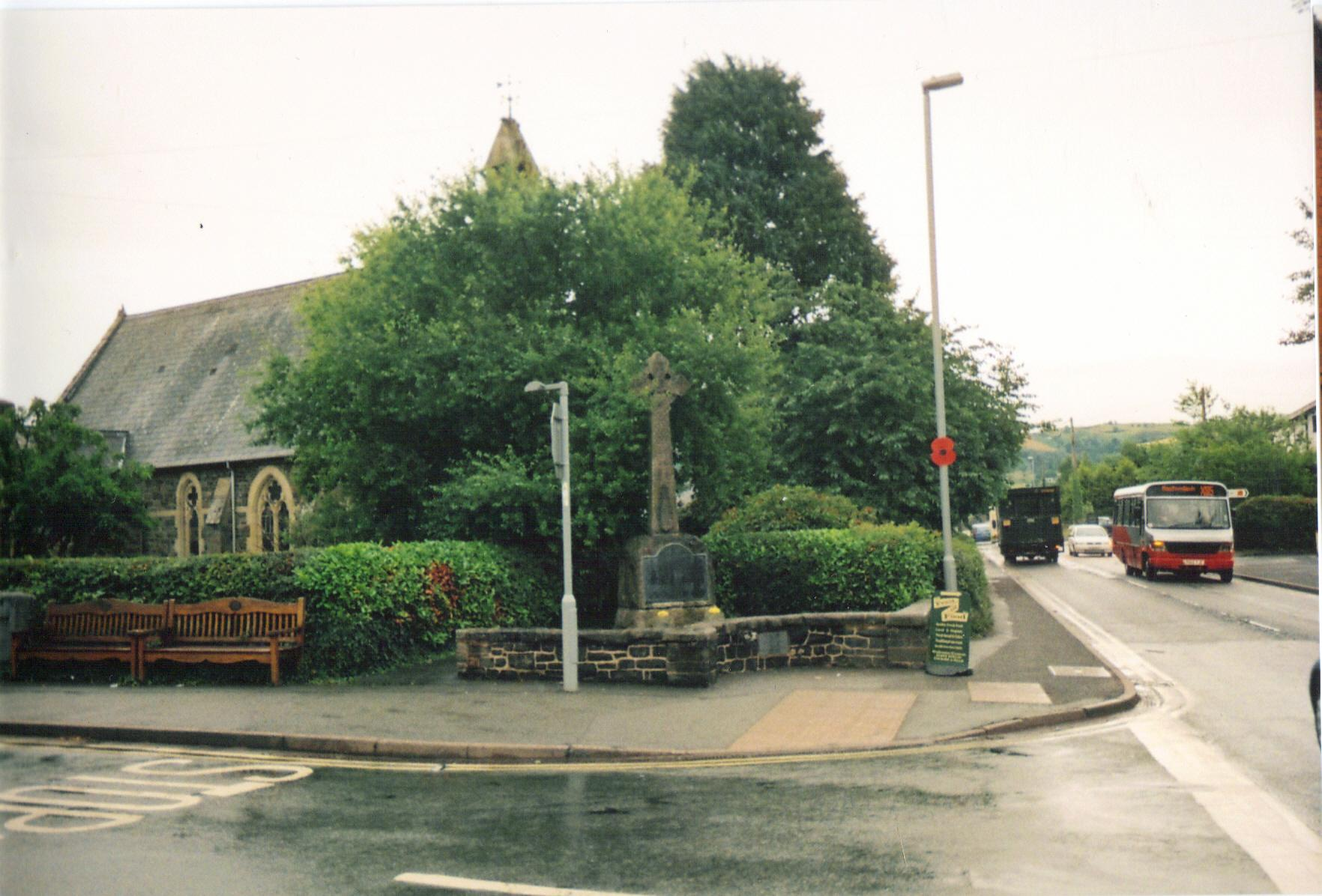
Kerk van Caersws